# De muzenis
Heer Bommel en de muzenis of kortweg De muzenis is het 68ste verhaal uit de Bommelsaga, geschreven en getekend door Marten Toonder. Het verhaal verscheen voor het eerst op 12 december 1955 en liep tot 25 februari 1956. Thema: Geld blijkt des dichters waarde.

## Samenvatting
Heer Bommel plaatst een advertentie. Hij zoekt een muze, en geld speelt geen rol. Er meldt zich ene Polyhymnia. Ze wil dat heer Bommel een contract tekent, omdat er zoveel misbruik in de kunst is. Hij moet een gedicht afmaken van een overleden dichter die zij bijkans als heilige ziet, omdat hij niet commercieel was. Dat blijkt niet zo eenvoudig, terwijl de muze hem maar steeds aanspoort. Ze wordt steeds dwingender, en heer Bommel wordt het beu. Uiteindelijk maakt Tom Poes het stiekem af. Het resultaat wordt door iedereen totaal afgebrand, maar er is voldaan aan het contract. Polyhymnia is dus ook teleurgesteld, maar nog veel meer als blijkt dat haar geliefde dichter toch commercieel was. Ze wil niets meer met heer Bommel te maken hebben en verdwijnt.